# Пулатов Таїр Пірмухамедович
Таїр Пірмухамедович Пулатов (1 травня 1906, кишлак Янгіработі, тепер у складі міста Самарканда, Узбекистан — 19 серпня 1979, місто Душанбе, тепер Таджикистан) — радянський таджицький державний діяч, секретар ЦК КП(б) Таджикистану, міністр освіти Таджицької РСР. Депутат Верховної ради Таджицької РСР 1—5-го скликань.

## Життєпис
Народився в родині ремісника. У 1925 році вступив до комсомолу.
Трудову діяльність розпочав у 1927 році телеграфістом на залізничній станції.
У 1931 році закінчив центральну партійну школу Комуністичного університету Узбекистану в місті Самарканді.
Член ВКП(б) з 1932 року.
У 1933 році закінчив аспірантуру Всесоюзного комуністичного сільськогосподарського інституту імені Леніна Академії наук СРСР (при кафедрі політичної економії).
У 1933—1935 роках — викладач політичної економії Вищої комуністичної сільськогосподарської школи міста Сталінабада (Душанбе).
У 1935 — листопаді 1936 року — 2-й секретар Колхозабадського районного комітету КП(б) Таджикистану.
У листопаді 1936 — грудні 1937 року — 2-й секретар Кулябського районного комітету КП(б) Таджикистану.
У грудні 1937 — червні 1938 року — директор Таджицького державного видавництва.
У червні 1938 — 1941 року — народний комісар освіти Таджицької РСР.
З листопада 1941 року — в Червоній армії, учасник німецько-радянської війни. Служив на політичній роботі в 98-й особливій стрілецькій бригаді Середньоазіатського військового округу. З жовтня 1943 року був агітатором відділу агітації та пропаганди політичного відділу штабу 52-ї армії.
17 січня 1945 — 20 грудня 1948 року — секретар ЦК КП(б) Таджикистану з пропаганди та агітації. 24 грудня 1948 — 23 вересня 1952 року — секретар ЦК КП(б) Таджикистану.
Одночасно в 1945—1952 роках — голова Верховної ради Таджицької РСР.
У 1949 році закінчив Вищу партійну школу при ЦК ВКП(б) у Москві.
У вересні 1952 — квітні 1954 року — завідувач відділу пропаганди і агітації ЦК КП Таджикистану.
9 квітня 1954 — лютий 1962 року — міністр освіти Таджицької РСР.
З 1962 року — персональний пенсіонер союзного значення.
Помер 19 серпня 1979 року після тривалої хвороби в місті Душанбе.

## Звання
- майор

## Нагороди та відзнаки
- три ордени Леніна (24.02.1948, 17.12.1949, 5.08.1960)
- орден Вітчизняної війни ІІ ст. (11.09.1944)
- два ордени Трудового Червоного Прапора (29.12.1946, 1957)
- орден Червоної Зірки (8.02.1945)
- два ордени «Знак Пошани» (25.04.1941, 23.10.1954)
- медаль «За перемогу над Німеччиною у Великій Вітчизняній війні 1941—1945 рр.» (1945)
- медалі
- Почесні грамоти Президії Верховної ради Таджицької РСР